# Biserica de lemn din Mănăstirea Neamț

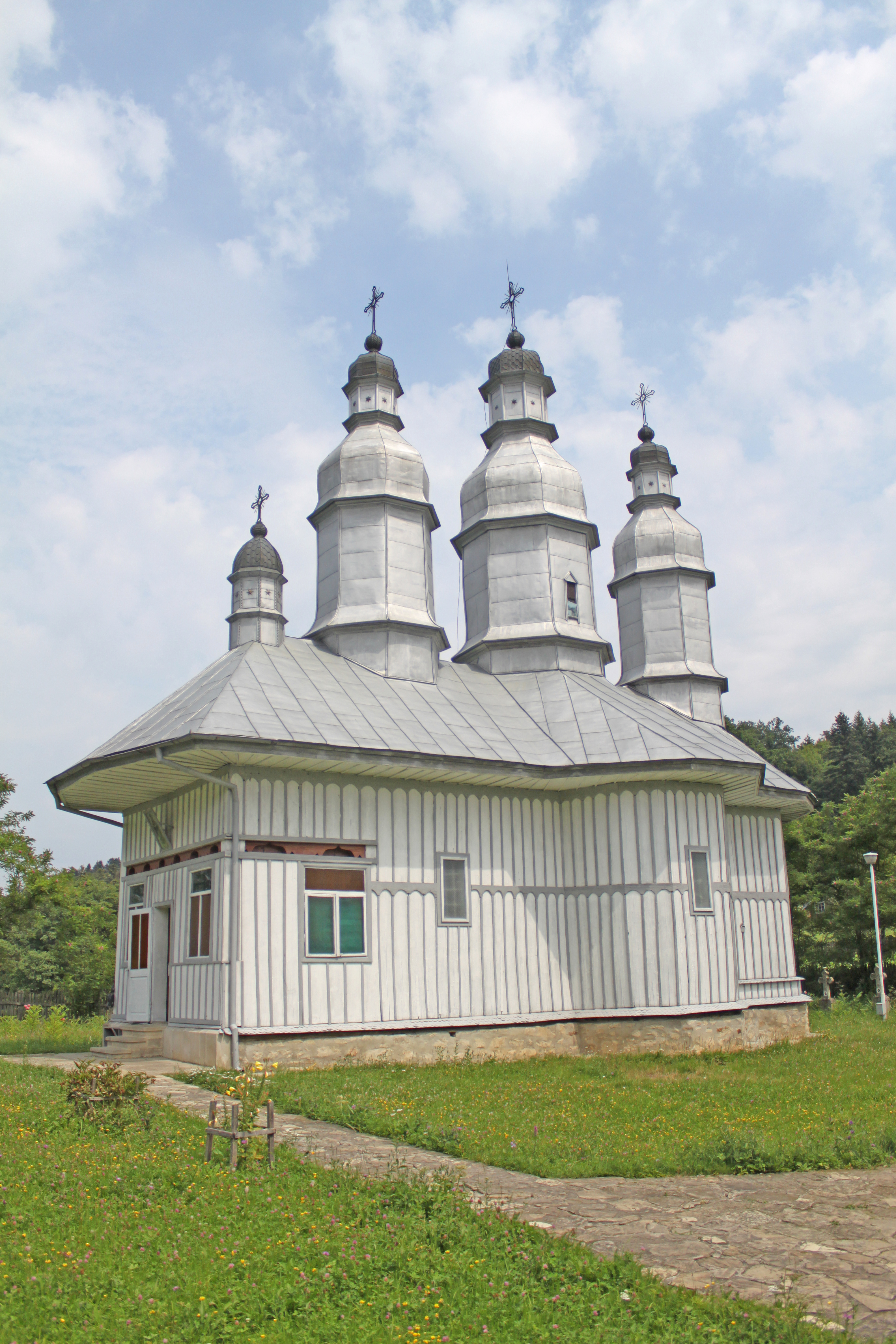
Biserici de lemn de la Schitul Pocrov, Mănăstirea Neamţ, judeţul Neamţ

Biserica de lemn din Mănăstirea Neamț, cu hramul "Adormirea Maicii Domnului" este biserica schitului Pocrov, aflat la aproximativ 4 km sud-vest de Mănăstirea Neamț.  Biserica se află pe noua listă a monumentelor istorice sub codul LMI: cod LMI NT-II-m-B-10632.01. 